# Föld (Star Trek)

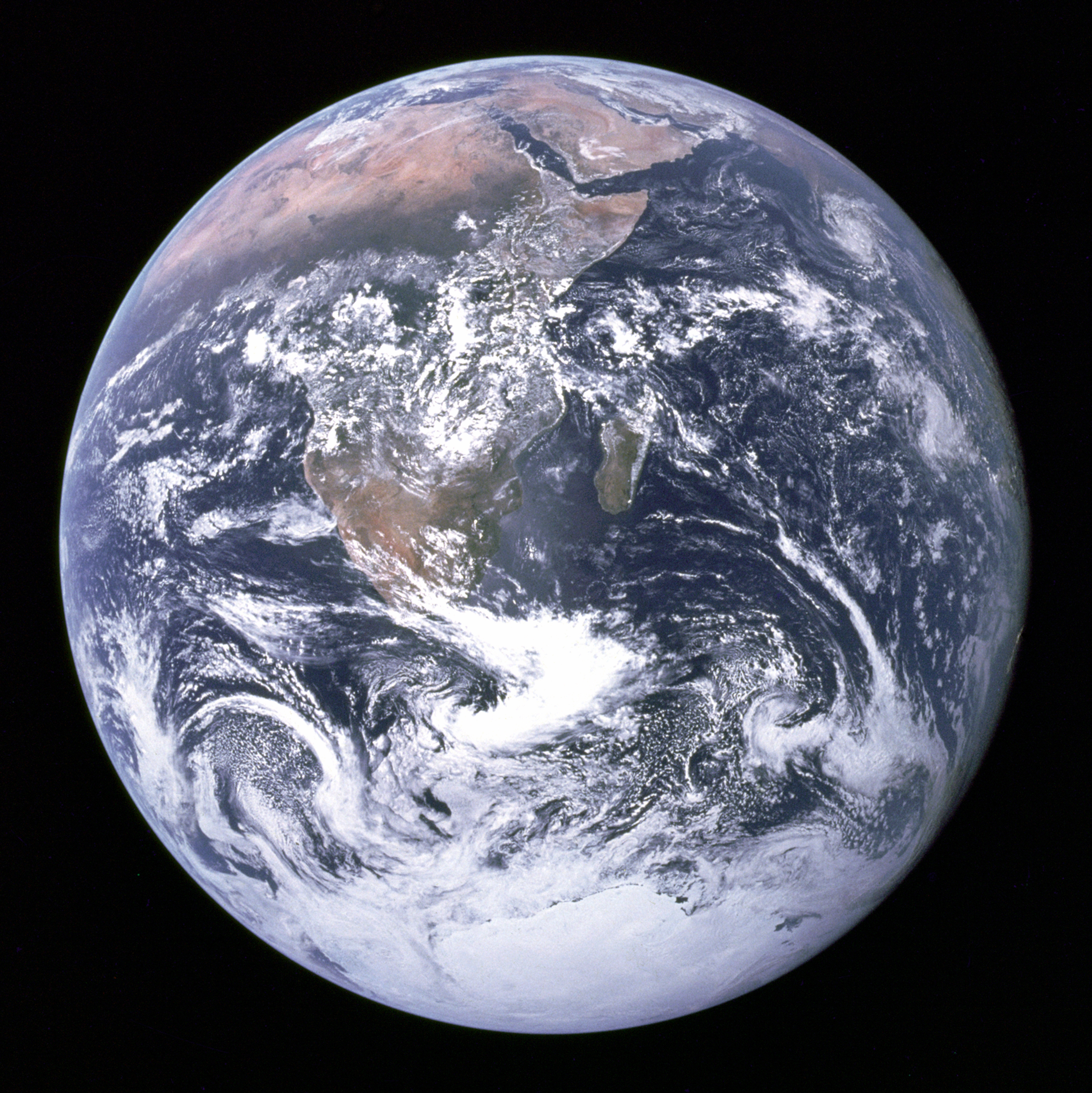
A Föld

A Föld a Star Trek-univerzumban az emberiség anyabolygója, a Bolygók Egyesült Föderációja egyik alapító tagja és több fontos intézményének székhelye – a Föderáció elnökének székhelye Párizsban, a Csillagflotta főparancsnoksága San Franciscóban található. A bolygó az Alfa- és a Béta kvadráns találkozásánál, így a környező fontosabb területek középpontjában található.
A Földön a Föderáció több fajának képviselője is él, de a lakosság nagy része ember. A bolygónak viszontagságos múltja van, rengeteg háború rázta meg, melyeket az emberek vívtak egymással. A III. világháború során az emberek majdnem kiirtották a bolygó teljes népességét; a kormányok összeomlottak és az emberek kisebb csoportokban éltek. Ezen változtatott Zefram Cochrane, aki megépítette az emberiség első térhajtóművét, melynek próbaútja után a vulkániak kapcsolatba léptek az emberekkel. Ettől fogva a bolygó hatalmas fejlődésnek indult, megalakult a Csillagflotta és később a Föderáció.